# Troncens
Troncens är en kommun i departementet Gers i regionen Occitanien i sydvästra Frankrike. Kommunen ligger i kantonen Marciac som tillhör arrondissementet Mirande. År 2022 hade Troncens 162 invånare.

## Befolkningsutveckling
Antalet invånare i kommunen Troncens
Referens:INSEE